# Congrés de Primera Ensenyança de Barcelona
El Congrés de Primera Ensenyança es desenvolupà a Barcelona entre el 26 de desembre de 1909 i inicis de 1910 al Palau de les Belles Arts. Una iniciativa acordada el juny de 1908 per la Societat Barcelonina d'Amics de la Instrucció. Uns dels seus principals impulsors va ser Joan Bardina. Però aquesta iniciativa despertà els recels de la conservadora Asociación de Maestros Públicos de la Provincia de Barcelona que es plantejà fer una reunió en paral·lel. Finalment s'acordà fusionar les iniciatives a través d'un comitè organitzador amb participació d'ambdues entitats.
La reunió es plantejà com una anàlisi i una reflexió per abordar, des del rigor i la professionalitat, les qüestions més conflictives que es vivien en el camp de l'educació com ara la coeducació o el català a l'escola.
Assistiren destacats pedagogs de tot Espanya, tot i que el gruix dels participants eren catalans. També era present una destacada representació d'eclesiàstics amb Enric Pla i Daniel al capdavant.
El congrés fou la comprovació de la disparitat de criteris i de les greus tensions que enfrontaven els sectors renovadors i els sectors més tradicionals de la pedagogia oficialista. També entre posicions catalanistes i uniformistes i entre partidaris d'una neutralitat laïcista i defensors de presència de la religió. Un exemple fou la interrupció feta pel jesuïta empordanès Ramon Ruiz Amado durant la ponència de Vicente Pinedo qui abandonà el congrés conjuntament amb un grup de mestres. Unes situacions que cal enquadrar dins la reacció social i educativa als fets de l'anomenada la Setmana Tràgica tant en l'àmbit català com en l'espanyol. El Congrés de Primera Ensenyança avivà de nou la dura pugna amb l'Església iniciada ja amb el Pressupost Extraordinari de Cultura de 1908 de l'Ajuntament de Barcelona, finalment anul·lat governativament. Afer que obrí un aspre i continuat debat polític i social sobre la cultura, l'ensenyament, la llengua i la religió.

## Seccions
Els treballs s'aplegaren entorn de les següents temàtiques que conformaren les sessions del congrés:
1. Qüestions doctrinals o de caràcter pedagògic general.
2. Organització del professorat.
3. Higiene, edificis i material escolar.
4. Organització i funcionament de les escoles primàries en els seus diversos graus i classes.

El Congrés de Primera Ensenyança es va cloure a primers de 1910.
Alexandre Galí, llavors un jovenívol assistent, apunta que “no fou un congrés pedagògic sinó de política pedagògica (...) que tindrà el mèrit de posar en tensió la virulència de les forces extremes”.

## Publicacions
- CONGRESO DE PRIMERA ENSEÑANZA DE BARCELONA,. Conclusiones que han presentado los señores encargados de las ponencias. Barcelona: J.Abadal, 1909.
- CONGRESO DE PRIMERA ENSEÑANZA DE BARCELONA. Conclusiones que por acuerdo del Congreso han de ser votadas definitivamente por los señores Congresistas. Barcelona: J. Abadal, 1910
- Congreso de Primera Enseñanza de Barcelona. Barcelona: Tip. La Indústria, 1911.